# Rodrigo Mora (portugalski piłkarz)
Rodrigo Mora, własc. Rodrigo Mora de Carvalho (ur. 5 maja 2007 w Custóias) – portugalski piłkarz, występujący na pozycji pomocnika w portugalskim klubie FC Porto. Powołany do reprezentacji na finały Ligi Narodów 2024/25, nie zadebiutował w kadrze. Uczestnik Klubowych Mistrzostw Świata 2025.

## Statystyki

### Klubowe
Na podstawie:
| Klub       | Sezonów | Liga            | Liga  | Liga   | Puchar krajowy | Puchar krajowy | Kontynentalne | Kontynentalne | Suma  | Suma   |
| Klub       | Sezonów | Liga            | Mecze | Bramki | Mecze          | Bramki         | Mecze         | Bramki        | Mecze | Bramki |
| ---------- | ------- | --------------- | ----- | ------ | -------------- | -------------- | ------------- | ------------- | ----- | ------ |
| FC Porto B | 3       | Liga Portugal 2 | 34    | 5      | 0              | 0              | –             | –             | 31    | 4      |
| FC Porto   | 1       | Liga Portugal   | 23    | 10     | 4              | 0              | 8             | 1             | 35    | 11     |
|            | Łącznie | Łącznie         | 57    | 15     | 4              | 0              | 8             | 1             | 69    | 16     |

## Sukcesy
Na podstawie:

### Reprezentacyjne
- Zwycięzca Ligi Narodów 2024/25
- II miejsce na Mistrzostwach Europy U-17 2024

### Indywidualne
- Król strzelców Mistrzostw Europy U-17 2024